# Flugplatz Padua

i7
i11
i13
Der Flugplatz Padua (it. Aeroporto Civile di Padova “Gino Allegri”, IATA-Code: QPA, ICAO-Code: LIPU) liegt im norditalienischen Venetien, rund zwei Kilometer südwestlich der Stadtmitte von Padua.

## Infrastruktur und Nutzung
Der Flugplatz liegt im Stadtgebiet von Padua an der Via Sorio, in der Nähe von Brusegnana. Er verfügt über eine rund 1100 Meter lange asphaltierte Start- und Landebahn (04/22). Parallel dazu verläuft eine rund 600 Meter lange Graspiste. Der Hauptabfertigungsbereich befindet sich im Norden, weitere kleine Vorfeldflächen und andere Einrichtungen umgeben die Piste. Der Flugplatz wird insbesondere von ortsansässigen Luftsportvereinen und deren Flugschulen sowie von der Allgemeinen Luftfahrt genutzt.

## Verkehrsanbindung
Alle 15 Minuten verkehren städtische APS-Busse der Linien 6 und 12 in die Innenstadt. Die Fahrtzeit zum Bahnhof beträgt zehn Minuten. An der Hauptzufahrt befindet sich ein Taxistand. Der Flugplatz hat einen Parkplatz für rund 120 Kraftfahrzeuge, einige Kurzzeitparkplätze befinden sich beim Kontrollturm. Bekannte Heilbäder im euganeischen Thermengebiet wie Abano Terme oder Montegrotto Terme sind einfach zu erreichen.

## Geschichte
Padua hat eine lange Luftfahrttradition. Am 22. August 1808 stiegen auf dem Prato della Valle die Luftfahrtpioniere Pasquale Andreoli und Francesco Zambeccari mit ihrem Heißluftballon auf. Im Lauf der Zeit folgten ihren dort etliche andere, so am 31. Juli 1825 Teresa Garnerin. Am 18. Februar 1910 gründete Leonino da Zara in Padua den Aero Club d’Italia und unmittelbar darauf auch den Aeroclub Padua. Der erste Flugplatz der Stadt wurde 1910 bei Bovolenta eingerichtet. Während des Ersten Weltkrieges entstanden bei Padua mehrere Militärflugplätze: San Pelagio, Isola di Carturo, Grossa di Gazzo, Gazzo, Arquà Petrarca, San Pietro in Gù und Brusegana. Aus letzterem ging der heutige Flugplatz Padua hervor. Bis zum Zweiten Weltkrieg befand sich in Padua das Hauptquartier eines Großverbandes der italienischen Luftwaffe (2ª Squadra Aerea). Nach dem Krieg befand sich hier lange Zeit der Stab eines großen Flugabwehrraketenverbandes (1ª Brigata Aerea) sowie eine Heeresfliegereinheit. Im Jahr 1987 wurde die zivile Mitnutzung des Flugplatzes gestattet. Im Jahr 2009 begann der Abzug der restlichen Militäreinheiten.

## Sonstiges
- Der Flugplatz ist nach Gino Allegri benannt, einem italienischen Militärpiloten, der im Oktober 1918 auf dem Flugfeld San Pelagio bei Padua tödlich verunglückte.
- Wegen seiner Lage im Stadtgebiet gibt es Forderungen, den Flugplatz nach Abzug der letzten Militäreinheiten aus Lärmschutz- und Sicherheitsgründen ganz zu schließen und in einen großen Stadtpark umzugestalten.
- Die Bezirkskontrollstelle „Padua“ der italienischen Flugsicherung ENAV hat ihren Sitz nicht auf dem Flugplatz Padua, sondern in Abano Terme.